# Petrel bermudzki
Petrel bermudzki (Pterodroma cahow) – gatunek średniego ptaka z rodziny burzykowatych (Procellariidae). Endemiczny dla Bermudów; monotypowy.
Przez około 300 lat uważano, że wymarł, jednak w pierwszej połowie XX wieku trzykrotnie odnaleziono martwe lub umierające osobniki (w 1906, 1935 i 1945), co dawało nadzieję, że gatunek jednak przetrwał. Na początku 1951 ornitolog Robert Cushman Murphy z Amerykańskiego Muzeum Historii Naturalnej zorganizował niewielką wyprawę na Bermudy w celu poszukiwania tych ptaków. Na kilku skalistych wysepkach w pobliżu Castle Harbour uczestnikom wyprawy udało się odkryć w sumie 7 par lęgowych. W 2011 roku populacja liczyła 196 dorosłych osobników. Na wyspie Nonsuch, dzięki programowi stale monitorującemu sukces lęgowy, liczebność petreli bermudzkich wzrasta.
Mierzy 38 cm, waży 250 g. Z wierzchu jest szarobrązowy z ciemniejszą głową, spód ma biały, kuper jasny.
Jest wędrowny. Przez większość roku przebywa na otwartym morzu (stwierdzano jego obecność u wybrzeży wschodnich stanów USA i na Azorach), w okresie lęgowym przebywa na wyspach; lęgi odbywa w norach.
Międzynarodowa Unia Ochrony Przyrody (IUCN) uznaje petrela bermudzkiego za gatunek zagrożony (EN – Endangered) nieprzerwanie od 1994 roku.